# D. Wyatt Aiken

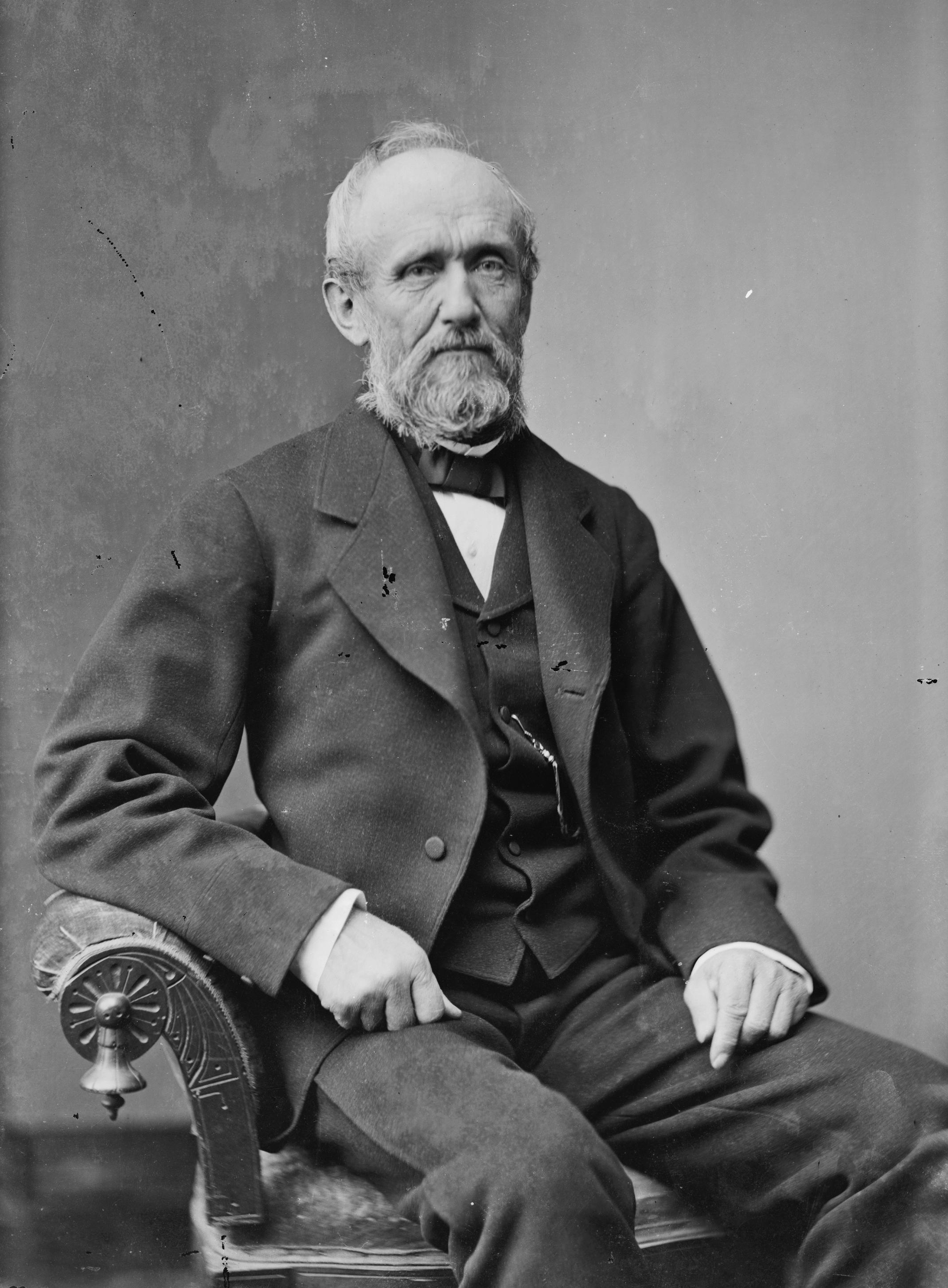
D. Wyatt Aiken

David Wyatt Aiken (* 17. März 1828 in Winnsboro, Fairfield County, South Carolina; † 6. April 1887 in Cokesbury, South Carolina) war ein US-amerikanischer Politiker. Zwischen 1877 und 1887 vertrat er den Bundesstaat South Carolina im US-Repräsentantenhaus.

## Werdegang
Aiken war der Sohn von David Aiken, einem Kaufmann und Plantagenbesitzer und seiner Frau Nancy Kerr. Die Familie stammte aus Irland.
Aiken genoss eine private Erziehung und besuchte später das Mount Zion Institute in Winnsboro. Anschließend studierte er bis 1849 an der University of South Carolina in Columbia. Die folgenden zwei Jahre war er als Mathematik-Lehrer in Mount Zion tätig. Seit 1852 bewirtschaftete Aiken eine Plantage. 1857 erwarb er die Plantage „Coronaca“ in Cokesbury, Bezirk Abbeville aus dem Nachlass seines Schwiegervaters Smith. Er war Sklavenhalter. Er interessierte sich für landwirtschaftliche Verbesserungen und war Mitgründer der "Abbeville Agricultural Society".
Während des Bürgerkrieges stieg er in der Armee der Konföderierten Staaten vom einfachen Soldaten zum Regimentskommandeur im Rang eines Colonel auf. Er nahm an mehreren Schlachten teil und wurde mehrfach verwundet. Aufgrund seiner Verletzungen musste er 1864 den Militärdienst quittieren. Anschließend begann er als Mitglied der Demokratischen Partei eine politische Laufbahn. Zwischen 1864 und 1866 war Aiken Abgeordneter im Repräsentantenhaus von South Carolina. Im Jahr 1869 wurde er Sekretär und Schatzmeister der Agricultural and Mechanical Society of South Carolina. Zwischen 1873 und 1885 war er Vorsitzender des Vorstands der staatlichen Farmen (National Grange). 1876 nahm Aiken als Delegierter an der Democratic National Convention in St. Louis teil, auf der Samuel J. Tilden als Präsidentschaftskandidat nominiert wurde; dieser unterlag sehr knapp Rutherford B. Hayes.
Bei den Kongresswahlen des Jahres 1876 wurde Aiken im dritten Wahlbezirk von South Carolina in das US-Repräsentantenhaus in Washington, D.C. gewählt. Dort trat er am 4. März 1877 die Nachfolge von Solomon L. Hoge an. Nach vier Wiederwahlen konnte er bis zum 3. März 1887 fünf zusammenhängende Legislaturperioden im Kongress absolvieren. Von 1883 bis 1887 war er Vorsitzender des Bildungsausschusses. Während seiner letzten Jahre im Kongress verschlechterte sich Aikens Gesundheitszustand. Aus diesem Grund verzichtete er bei den Wahlen des Jahres 1886 auf eine weitere Kandidatur. Er starb nur wenige Wochen nach seinem Ausscheiden aus dem Kongress am 6. April 1887.
D. Wyatt Aiken war seit 1852 in erster Ehe mit Mattie Gaillard verheiratet, der Ehe entspross Wyatt Aiken (1863–1923), der zwischen 1903 und 1917 South Carolina im Kongress vertrat. Aiken war ein Cousin von William Aiken (1806–1887), der als Gouverneur von South Carolina und als Kongressabgeordneter für diesen Staat fungierte. Der zweiten Ehe mit Virginia Carolina Smith (1857) entsprangen elf Kinder.